# فئودور آلکسیف
فئودور یاکوولویچ آلکسیف ( روسی : Фёдор Яковлевич Алексеев؛ حدود ۱۷۵۳–۱۷۵۵ – ۲۳ نوامبر ۱۸۲۴) نقاش روسی بود. وی را به‌دلیل تبحرش در خلق آثار در ابعاد بزرگ کانالتو روسی می‌نامیدند.

## آثار برگزیده

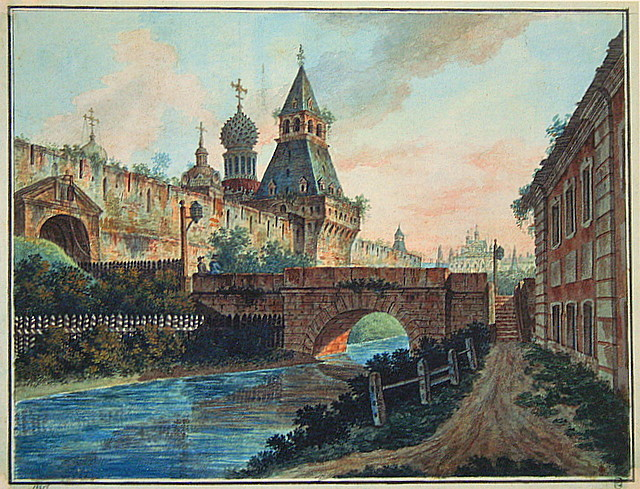
دروازه سنت نیکولای در کیتای گورود (میلادی 1800)
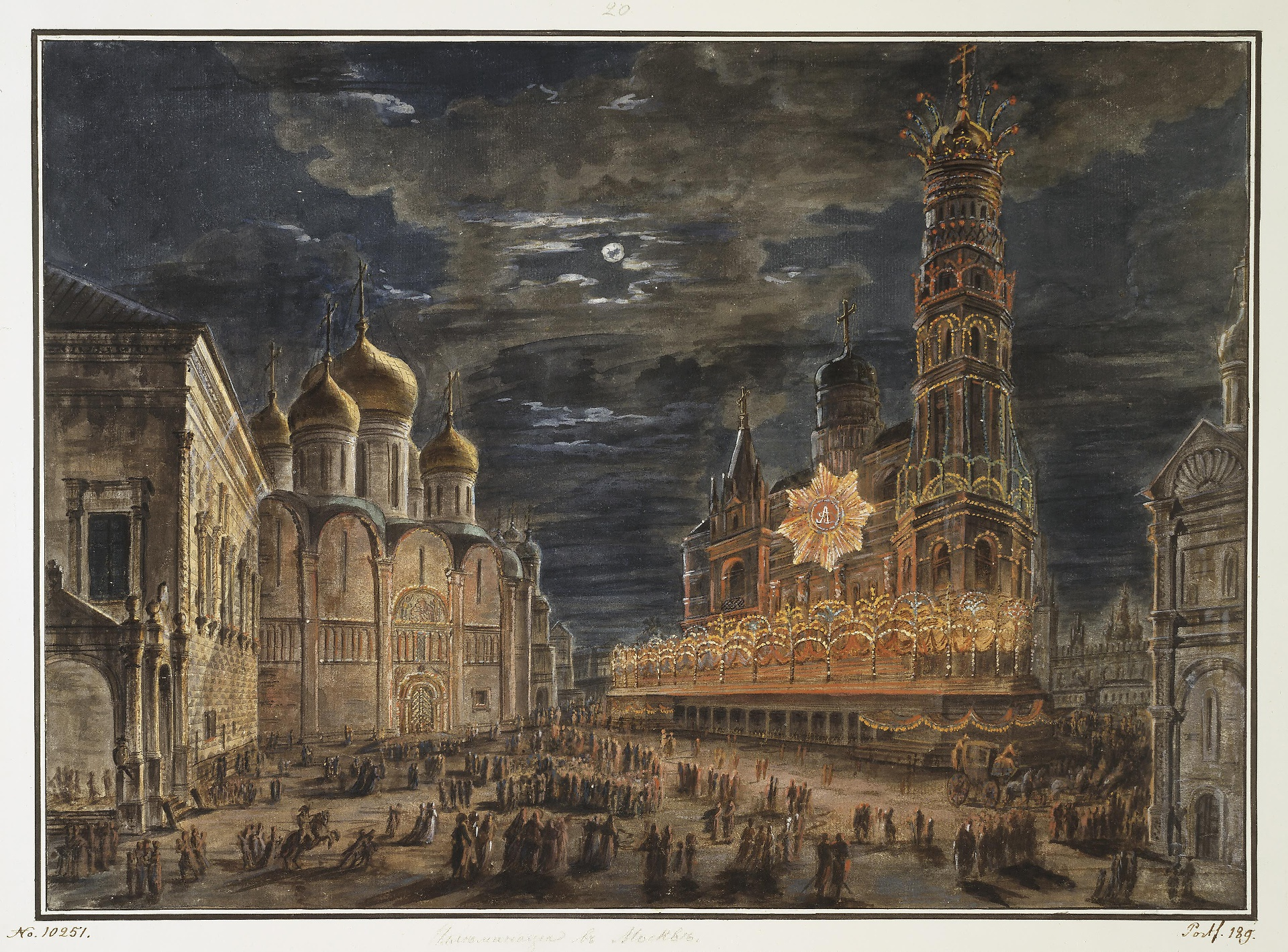
میدان کلیسا جامع مسکو در زمام تاجگذاری الکساندر یکم، امپراتور روسیه (۱۸۰۲)
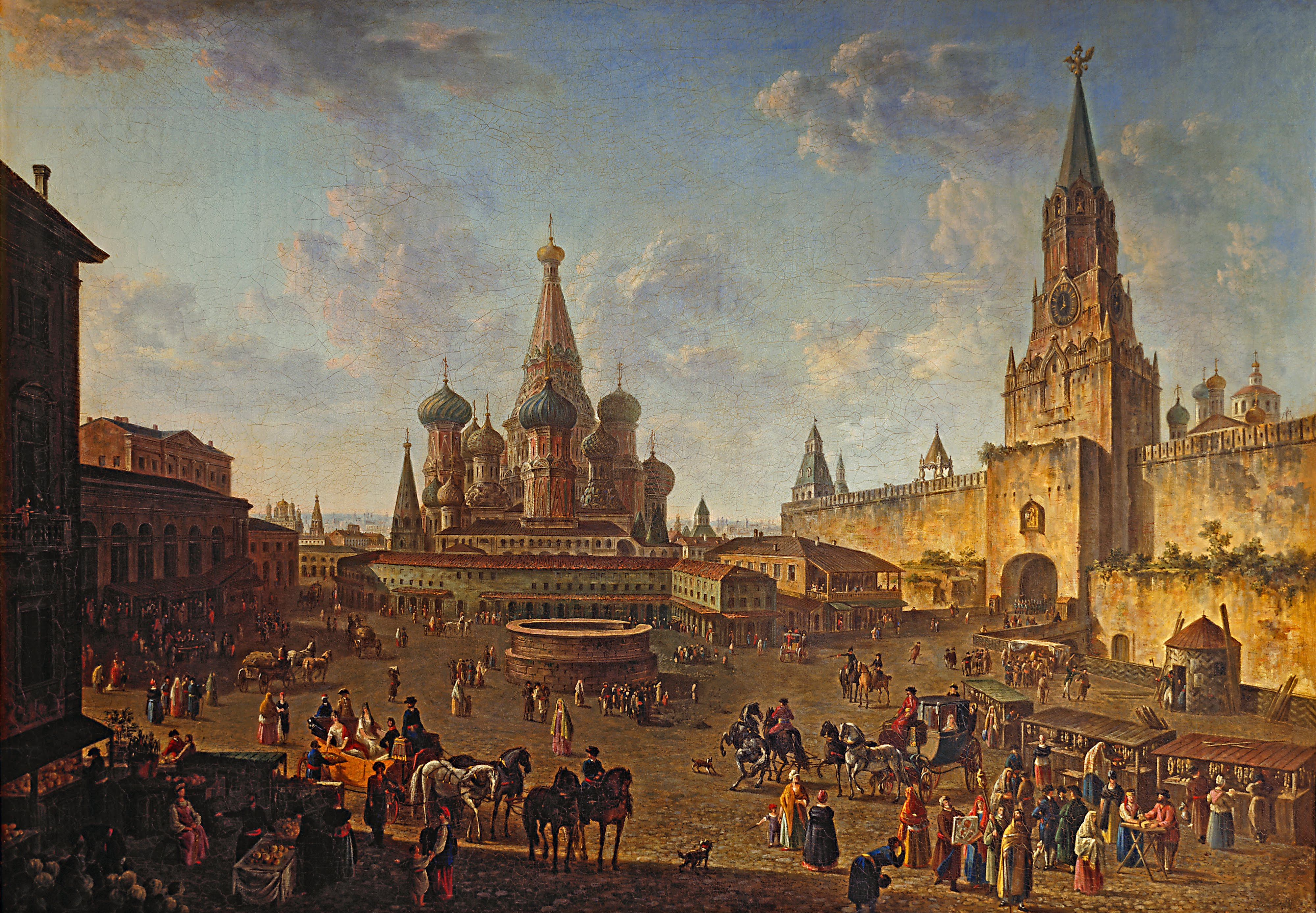
میدان سرخ، ۱۸۰۱
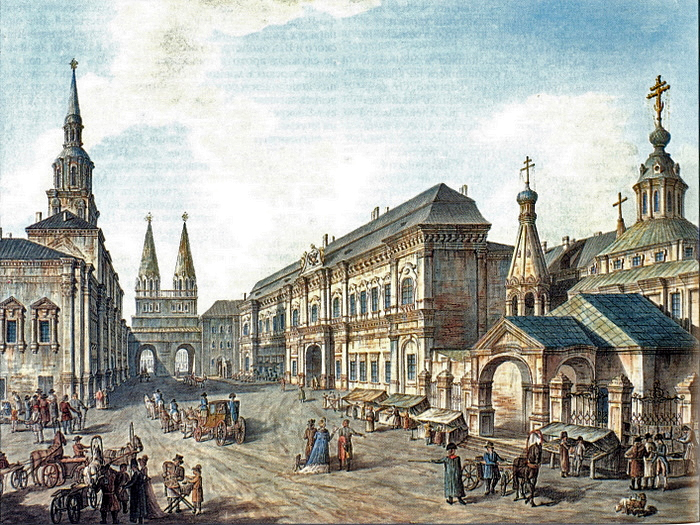
بخش شمالی میدان سرخ (۱۸۰۲)
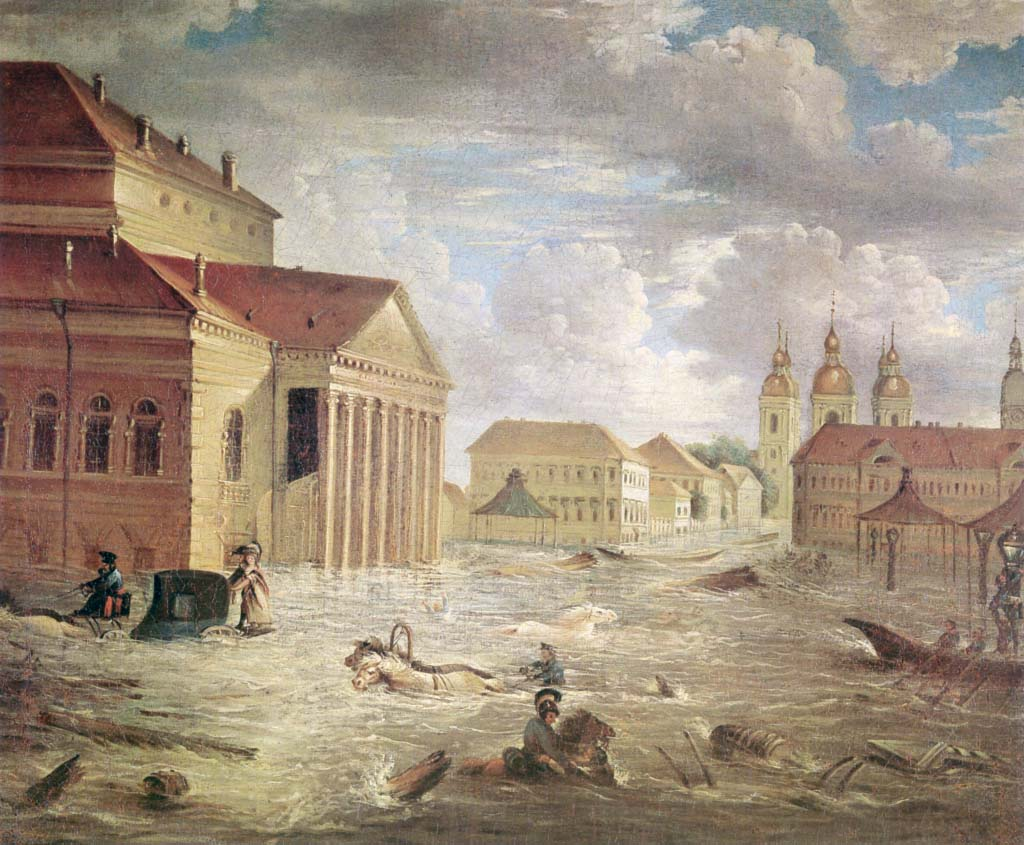
سیل ۱۸۲۴ در میدان تئاتر بولشوی کامنی (آخرین نقاشی او)